# Lamprothyrsus
Lamprothyrsus är ett släkte av gräs. Lamprothyrsus ingår i familjen gräs.
Kladogram enligt Catalogue of Life:
| Lamprothyrsus | \| \| Lamprothyrsus hieronymi \| \| \| \| \| \| Lamprothyrsus peruvianus \| \| \| \| |
|               | \| \| Lamprothyrsus hieronymi \| \| \| \| \| \| Lamprothyrsus peruvianus \| \| \| \| |
|               | Lamprothyrsus hieronymi                                                              |
|               |                                                                                      |
|               | Lamprothyrsus peruvianus                                                             |
|               |                                                                                      |